# Laguna de Negrillos
Laguna de Negrillos is een gemeente in de Spaanse provincie León in de regio Castilië en León met een oppervlakte van 71,80 km². Laguna de Negrillos telt 1.089 inwoners (1 januari 2016).